# ماتیلدا کرنز
ماتیلدا کرنز (انگلیسی: Matilda Kearns؛ زادهٔ ۲ اکتبر ۲۰۰۰) بازیکن زن واترپلو اهل استرالیا است.
وی در مسابقات کشوری و بین‌المللی در مجموع برندهٔ ۱ مدال نقره شده است.